# 雷電爲右エ門
雷電 爲右エ門（為右衛門、らいでん ためえもん、1767年（明和4年）1月 - 1825年（文政8年）4月9日（旧暦2月21日））は、信濃国小県郡大石村（現・長野県東御市大石）出身の元大相撲力士。本名は関 太郎吉（せき たろうきち）。いわゆる「信州雷電」。
現役生活21年、江戸本場所在籍35場所（大関在位27場所）で、通算黒星が10個、勝率.962の大相撲史上未曾有の最強力士とされている。なお、本文中の日付は全て旧暦である。

## 来歴

### 生い立ち
1767年（明和4年）1月、信濃国小県郡大石村字金子（現・長野県東御市）にて関家の長男として誕生、幼名は太郎吉（または樽吉）とされた。幼い頃から体格に恵まれ、14～15歳の頃には既に6尺（約181センチ）に達しており、家事を手伝いながら上野国まで往復していた。
13歳の時、小諸の城下町へ出稼ぎに行き、精米所の柳田藤助の下で奉公した。そこでの仕事ぶりと怪力が評判となり、藤助の伝手で長瀬村の庄屋・上原源吾右衛門（後の2代・為久）が関家へ相撲の修行をさせたいと申し込んできた。上原家では代々が相撲好きで、自前の土俵を構えて20名ほどの少年の世話をしていたほどで、かつてこの地で巡業を行っていた浦風林右エ門が上原家と親交があったこともあり、道場から浦風部屋へスカウトされたこともあったという。
1781年（天明元年）4月、太郎吉は上原道場の門弟となり、相撲の稽古に加えて読み書き、そろばんを習うが、読み書きも四書五経を習うなど、門下生の中でも秀才四人衆の一人に数えられた。源吾右衛門は太郎吉にさらなる期待を寄せ、長昌寺の監峰和尚に太郎吉を向かわせて厳しい修業を行った。
1783年（天明3年）になると天明の飢饉が発生し、全国で一揆が発生したため、当時の相撲集団の大きな収入源だった巡業も中止が相次いだ。浦風一行も北陸地方を中心とした巡業を行っていたものの中止となったことから収入源を断たれ、幸運にも凶作の被害を受けなかった上原道場に戻り、力仕事を手伝いながら慰安相撲を行い、翌年春まで逗留した。太郎吉もこの間に関取の稽古を受けて力を付け、浦風から力士転向を勧められたという。

### 入門
太郎吉は1784年（天明4年）秋に上京するが浦風はすぐに初土俵を踏ませることはせず、まずは伊勢ノ海部屋へ入門させ、当時の角界の第一人者だった谷風梶之助の内弟子として稽古を付け、その素質を存分に開花させる方針を採る。不況による本場所の中止が相次ぐ中で太郎吉は谷風の胸を借りて力を付け、初土俵に備えた。
1788年（天明8年）11月、部屋の柏戸勘太夫の紹介で松江藩の抱え力士となり、4人扶持で松江藩士となると同時に、信州の両親には金40両が与えられた。四股名は、雲州ゆかりの「雷電」を名乗ることを許された。
1789年（寛政元年）、甲斐国鰍沢村（現：山梨県南巨摩郡富士川町鰍沢）において西片屋のみの巡業を行い、雷電は都合で欠席した谷風に代わって大関として7日間の興行を行った。これが記録に残る雷電の初土俵で、この番付のみ「雷電 為五郎」の表記である。巡業終了後はそのまま大坂へ向かい、同年8月場所（大坂相撲）で小結に付出された。本場所での番付登場は初だったが、この場所は全休となる。
江戸で行われた同年11月場所は師匠・浦風が勧進元だったが、雷電ら雲州抱えの力士は藩主・松平治郷の指示によって大坂から松江へ向かい、参加出来なかった。同年8月23日に三人扶持で扶持米を下賜され、正式に藩の相撲衆に加えられると、そのまま雲州で稽古、相撲披露、巡業などを行ってそのまま越年した。江戸では谷風が小野川喜三郎と共に吉田司家から横綱免許を授与され、これを機に江戸相撲は最初の相撲黄金時代を迎えることとなる。

### 谷風を追う雷電
雷電は結局、1790年（寛政2年）3月場所を欠場した。2場所連続の全休となり、藩主から江戸勤番の命が下ったために4月20日に江戸へ入り、5月24日から泉岳寺の花相撲に出場した。続いて参加した四谷での興行はさらに小規模な「稽古相撲」扱いで、寺社奉行の見分も不要という新しい形態での相撲だったという。その直後に病に倒れ、7月下旬から開始された北陸巡業には遅れて参加するが、柏崎・善光寺・熊谷・鴻巣と回る合間を縫って帰郷している。11月場所においてようやく江戸相撲における初土俵を踏み、雷電は谷風の後を追うように、柏戸を上回って関脇に付出されると、10日間の興行で8勝2預の優勝相当成績を挙げる。8日目の小野川喜三郎戦では雷電の寄り倒しと小野川の打っ棄りを巡って大物言いとなり、勝負検査役は預とした。雷電は自身が勝っていたとの思いが強かったらしく、『諸国相撲控（通称・雷電日記）』ではこの日の結果について、「小野川も投げ候」と記している。
江戸相撲でいきなり優勝相当成績を挙げた雷電は、1791年（寛政3年）に木更津での興行を終えて江戸へ戻り、同年4月場所に出場する。初日から3連勝と危なげなく白星を並べたところに上覧相撲によって本場所開催が中断される。当時の上覧相撲は本場所とは別物として考えられており、現在の天覧相撲のように本場所の途中（8日目）に設定されているわけではなかった。雷電は6月11日の上覧相撲で結び前に関脇・陣幕島之助と対戦するが、陣幕の立合いから一気ののど輪を受け、真一文字に土俵際まで押し込まれ、そのまま押し出しで敗れた。この敗戦が雷電にとって公式戦での初黒星となった。上覧相撲終了後に再開された本場所においても、5日目に前頭4枚目・梶ヶ濱力右エ門に敗れるなど、6勝1敗1無2休と物足りない成績に終わった。本場所終了後は藤沢で興行を行った後、大坂相撲の同年8月場所に出場して谷風に代わって大関を務め、江戸に戻ってから出場した同年11月場所では8勝1預1休の好成績を挙げた。
1792年（寛政4年）2月28日、雲州抱えの力士は藩主の命によって松江へ下ったため、雷電は江戸相撲の同年3月場所を全休した。3月下旬までの滞在期間中に御前で稽古相撲を行い、4月10日に大坂へ入ってから名古屋、大坂、京都と連続興行を行う。京都相撲では九紋竜との取組の途中、雷電を一目見ようと駆けつけた大勢の見物客の詰め過ぎと騒ぎ過ぎによって桟敷が落下、複数の怪我人が発生したことから取組は引き分けとされた。場所終了後には兄弟子・柏戸が死去、9月の大坂相撲は不入りで打ち切られた他、江戸相撲11月場所は大雪によって3日間で興行が打ち切られる（成績は2勝1休）など、この年の雷電は多忙な日々を極めた。その中で、臼井の甘酒屋の娘・はん（後の八重）と結婚し、麹町十丁目の長屋に新居を構えた。

### 雷電の黄金時代
1793年（寛政5年）1月から銚子などの巡業を行い、江戸相撲3月場所は8日目に常山五郎吉戦で敗れるなど、8勝1敗に終わった。この頃から巡業の形態も変化が加わり、6月の掛川・袋井の巡業を経て、8月には松江へ小野川喜三郎ら藩外の力士を招き入れ、大規模な国内巡業を行った。御前相撲では小野川と対戦して五分の成績だった。同年10月場所では8勝1預1休で、初土俵以来6場所ぶりの優勝相当成績を挙げた。これ以降、出場した本場所で優勝を逃したのは僅か2場所である。
1794年（寛政6年）の帰省中に桜田火事が発生したが、松江藩の屋敷と雷電の自宅は被災を免れた。雷電はこれを受けて神田明神で義援興行を行った後、3月場所に出場する。当初、寺社奉行から上覧相撲が近いことを内示されたために勧進元は開催を急いだが、雷電は初日の出場が間に合わず休場となる。4月9日の上覧相撲では千歳川庄太夫を押し出しで下した後、「お好み相撲」では幕下・磐井川逸八と対戦して付き膝で勝利した。
1795年（寛政7年）の年始に江戸中をインフルエンザが猛威を振るい、この影響で1月9日に谷風が死去。同年3月場所では雷電が大関に昇進し、全勝するも雨天続きとインフルエンザの影響により5日目で打ち切りとなった。1797年（寛政9年）3月場所7日目に花頂山五郎吉に敗れたが、花頂山は4年前に敗れた常山と同一人物で、雷電が2敗した唯一の対戦相手である。5月に入ると藩主・松平治郷が病に倒れ、鶴の一声で急遽松江に戻り、8月に治郷が回復するまで毎日のように御殿で相撲を奉仕したという。この時代の相撲は女人禁制を解除して幕下以下の取組のみ披露するのが慣例だったが、この場所では雷電、小野川が共に五人抜きを披露した。ところが、本場所終了後に小野川が現役引退を表明し、雷電の一強時代が続く。
1798年（寛政10年）6月からの奥州巡業に出発すると、片屋を庄内藩・秋田藩の力士が占めており、雷電らは客分格扱いとされた。その間に長女を亡くす悲劇に見舞われ、同年10月場所は小野川の久留米藩に代わって雷電から2勝目を挙げた花頂山の庄内藩が東方を支配し、両藩の家老が土俵下に控えて行司、親方衆を巻き込んで口論となるなど大荒れの場所となったが、これらの逆境を乗り越えて9勝1休の優勝相当成績を挙げた。しかし、場所中の11月7日に今度は父・半右衛門が死去する。雷電はその後、1799年（寛政11年）11月場所でも9勝1休の優勝相当成績を挙げ、休場した場所を除くと11場所連続での優勝相当成績という空前絶後の記録を打ち立てた。12月に藩から松江行きを命じられるが、体調不良により江戸に留まる。
雷電は年が明けた1800年（寛政12年）2月に改めて松江へ向かうが、江戸本場所の開催期日を延ばすように松江藩と出場交渉するも実らず、これに合わせて延期されていた大坂相撲には間に合ったものの、番付編成は既に雲州力士抜きで編成されていたために出場が叶わなかった。雷電は仕方なくそのまま北陸巡業へ向かい、実家に立ち寄って生家を立て替えている。同年10月場所初日に鯱和三郎に敗れ、江戸相撲での連勝が44で止まった。最終的に6勝1敗1預2休となり、優勝相当成績も無敗の千田川だった。
1802年（享和2年）2月、松江藩主・松平治郷が参勤交代で江戸へ向かった後、丸亀藩抱えの大関・平石七太夫が訪問しており、一行の出発前の合間を縫って2日間のみ興行を行うが、この興行は開催前日に急きょ決定したもので、文字の部分が白い凹番印刷の番付表となったうえ、雨雪によって客入りが悪かった。その後は浜田、広島を経由して九州へ向かい、4月には島原で半月ほど過ごす。この間に長崎で中国人と酒の飲み比べをして勝利し、書画や支那カバンを譲られた。長崎での興行は雨に降られ、10日間の興行を全て開催するのに1ヶ月を要した。

### 現役引退
1804年（文化元年）には3月場所を帰藩で病欠したことにより休場し、6月に仙台で谷風の追善相撲を行う。江戸に戻ってからは10月場所5日目の柏戸宗五郎戦で不覚を取り連勝が38で止まるも、8勝1敗1休で優勝相当成績を挙げた。1805年（文化2年）2月場所開催中にめ組の喧嘩が勃発するも、雷電は直接関わっていないと思われるが日記には大喧嘩の描写が事細かに記されていた。その後も同年10月場所6日目の春日山鹿右衛門戦、1806年（文化3年）2月場所4日目の音羽山峰右エ門戦に「足取り」でそれぞれ敗れる。音羽山は立合いで鋭い気合を発し、雷電の突きをかわして左に張り、雷電の右足を取り奇襲作戦で土俵に転がした手紙が故郷白河に残されている『関取音羽山物語』。「雷電は雲の上にてゴロつくに　音羽が山の下でころころ」と歌われた。この時に文化の大火が発生したために本場所は5日間で打ち切られ、その後も巡業も大火による不況によって巡業の勧進元が見つからず、一行が自主興行しながら進む異例の形を採る。大坂相撲の5月場所も「手興行」に悪戦苦闘中だったために出場できるはずが無く、本場所も悪天候で順延に順延を重ね、大火によって長期中断を余儀なくされた。その中でも雷電は9勝1預の優勝相当成績を挙げるなど、度重なる天災の中でも無類の強さを維持し続けていた。
雷電はその後も優勝相当成績を挙げ続けていたが、同時に黒星の数も徐々に増えて行く。1808年（文化5年）10月場所の鏡岩濱之助戦で不覚を取り、1809年10月場所には新入幕だった立神盤右エ門に敗れるなど、周囲からは体力の限界説まで出てくるほどだったという。それでも1810年（文化7年）2月場所では9勝を挙げるなど活躍するも京都相撲では2敗を喫したほか、同年10月場所5日目には過去13回対戦して全て勝利していた江戸ヶ崎源弥に14回目の対戦で初黒星を喫した。藩主・松平斉恒の参勤交代に先発するも腰痛のために小田原で特例により離脱するなど腰への不安もあり、最後の対戦となった柏戸との大関対決を引き分け、1811年（文化8年）2月場所の全休を最後に現役を引退した。江戸本場所での通算成績は254勝10敗（34場所）、勝率.962だった。

### 相撲頭取として
1811年（文化8年）2月14日、参勤交代で江戸に滞在していた松江藩主・松平斉恒の許可を得て現役引退、同時に藩の相撲頭取に任命された。雷電の引退によって、出雲抱え力士は関脇・玉垣額之助ただ一人となった。雷電は藩命によって他藩の力士の勧誘や、玉垣に有利な番付・取組編成のための交渉を命じられるがどれも上手くいかず、玉垣自身も1812年（文化9年）に大関を1場所だけ務めて現役引退を表明した。これによって抱え力士がいなくなったため、雷電は善光寺で引退披露相撲の興行を行い、松代藩主・真田幸専の御前相撲も披露するなど、半現役の状態がしばらく続いた。
1814年（文化11年）には、3年前の火災で被災した報土寺の再建にあたり、藩ゆかりの寺だった縁で雷電が鐘楼と梵鐘を寄贈する。同時に雷電と親交のある狂歌師・蜀山人の提案で相撲をモチーフにした梵鐘を制作して評判を呼んだが、幕閣・本多忠顕に目を付けられる。本多家は元々出雲・松平家と反りが合わないことから、鐘の鋳造について寺の住職などが呼び出され、ついには雷電の相談に乗った贔屓の旦那衆の一人が獄死を遂げた。結局、雷電自身も江戸払いに処せられてしまう。
1815年（文化12年）、49歳となった雷電は巡業も含めて完全に現役を引退する決意を固め、8月12日に初めて上京する際に出世を誓ったとされる白鳥神社で最後の相撲興行を行い、完全に土俵を去った。
雷電はその後も、頭取として抱え力士（当時の出雲藩では大半が江戸籍の出入り力士だった）の世話や藩主との調整、相撲会所での本場所出場の交渉などを行った。この頃は前藩主の松平不昧が病に倒れ、1818年（文化15年）2月場所直前には藩の看板力士だった鳴滝忠五郎が現役死亡するなど、多忙な日々が続く。それでも再編成された番付で小結となった縄張綱右エ門が優勝同点の好成績を挙げて面目を保つと、場所中の雷電は毎日会所で待機し、勝負付きが刷り上がると早馬で不昧の元へ届けていた。しかし、場所終了後の4月24日に不昧が亡くなると、同年秋から翌年にかけて出雲力士の有馬山龍右エ門の「小野川」襲名を巡って久留米藩と対立、雷電は双方の要求の板挟みとなり、結局襲名を短期間で断念せざるを得なかった。さらに、藩主・斉恒自身が相撲に熱心で無かったこともあって抱え力士を他藩へ移籍させ始めると、雷電も命に従って各藩に力士移籍の交渉を行った。また、藩に掛け合ってそれまで世話を掛けた弟子達に対して化粧回しなどを分け与えていた。
1819年（文政2年）3月28日、3月場所開催分の給金7両を受け取って相撲頭取を辞職、同時に松江藩との縁を切った。それでも4月11日には、斉恒の参勤交代出発の日に雷電をはじめとする旧抱え力士が集まり、品川まで見送った。

### 晩年
松江藩との縁を切った雷電だが、1822年（文政5年）の旧主・斉恒の葬儀では斎場の遠くから見送ったり、母・けんの葬儀には帰郷せず、三回忌の際に帰郷した記録が残っている。
1823年（文政6年）には臼井にある妻・八重の実家近くで逗留する。この頃から松江藩の家臣の間で力士を再度抱え直すこととなり、雷電もこの動きに加わる。江戸へ戻った雷電は有望な力士を探し、当時幕下だった稲妻雷五郎・鳴滝文右エ門を発掘する。両者はそれぞれ大関・小結まで昇進し、稲妻は吉田司家から横綱免許を授与された。1824年（文政7年）には両者とも柏戸を苦しめるなど好成績を挙げ、「相撲王国」は復活の第一歩を記したが、程なくして雷電は死期の床に就く。そして1825年（文政8年）旧暦2月21日（1825年4月9日）、59歳で死去。
死因などの詳細を伝える資料は少なく(文政年間当時流行していた感冒で死去したという説が最も有力だったが、最近覆された模様である。)、墓所も赤坂の報土寺に存在するが、生地である長野県東御市の関家の墓地、妻・八重の郷土である千葉県佐倉市の浄行寺、島根県松江市の西光寺にも雷電の墓と称するものがある。

## 主な成績

### 通算成績
- 通算成績：254勝10敗2分14預5無勝負（35場所）
- 通算勝率：.962
- 幕内在位：35場所
- 大関在位：27場所
- 関脇在位：7場所
- 小結在位：1場所

### 場所別成績
江戸相撲の本場所のみを示す。
| 1790年 | x                   | 西関脇 8–0 2預    |
| 1791年 | 西関脇 6–1–2 1無    | 西関脇 8–0–1 1預  |
| 1792年 | 番付非掲載 不出場   | 西関脇 2–1        |
| 1793年 | 西関脇 8–1          | 西関脇 8–0–1 1預  |
| 1794年 | 西小結 6–0–2 1分1預 | 西関脇 8–0–1 1預  |
| 1795年 | 西大関 5–0          | 番付非掲載 不出場 |
| 1796年 | 番付非掲載 不出場   | 西大関 9–1        |
| 1797年 | 西大関 8–1–1        | 西大関 10–0       |
| 1798年 | 西大関 8–0–1 1無    | 西大関 9–0–1      |
| 1799年 | 西大関 6–0–1        | 西大関 9–0–1      |
| 1800年 | 番付非掲載 不出場   | 西大関 6–1–2 1預  |
| 1801年 | 西大関 6–0–3 1預    | 番付非掲載 不出場 |
| 1802年 | 番付非掲載 不出場   | 西大関 8–0–2      |
| 1803年 | 西大関 5–0 2預      | 西大関 9–0–1      |
| 1804年 | 番付非掲載 不出場   | 西大関 8–1–1      |
| 1805年 | 西大関 10–0         | 西大関 9–1        |
| 1806年 | 西大関 3–1–1        | 西大関 9–0 1預    |
| 1807年 | 西大関 8–0–1 1預    | 西大関 8–0 1預1無 |
| 1808年 | 西大関 7–0–2 1無    | 西大関 9–1        |
| 1809年 | 西大関 8–0–1 1預    | 西大関 7–1–2      |
| 1810年 | 西大関 9–0 1無      | 西大関 7–1–1 1分  |
| 1811年 | 西大関 引退 0–0–10  | x                 |
| 各欄の数字は、「勝ち-負け-休場」を示す。 優勝 引退 休場 十両 幕下 三賞：敢=敢闘賞、殊=殊勲賞、技=技能賞 その他：★=金星 番付階級：幕内 - 十両 - 幕下 - 三段目 - 序二段 - 序ノ口 幕内序列：横綱 - 大関 - 関脇 - 小結 - 前頭（「#数字」は各位内の序列） |                     |                   |

優勝相当成績を通算で28回残している。これは白鵬翔（45回）、大鵬幸喜（32回）、千代の富士貢（31回）に次いで4位の記録で、年6場所制が始まる以前のものとしては最高記録である。9連覇は朝青龍明徳と白鵬の7連覇を上回って史上最高。

### 連勝記録
| 回数 | 連勝数 | 期間                                                              | 止めた力士   | 備考                                 |
| ---- | ------ | ----------------------------------------------------------------- | ------------ | ------------------------------------ |
| 1    | 43     | 1793年（寛政5年）3月場所9日目 - 1797年（寛政9年）3月場所6日目     | 花頂山五郎吉 | 1分3預あり。不出場場所2場所を含む。  |
| 2    | 44     | 1797年（寛政9年）3月場所8日目 - 1799年（寛政11年）11月場所千秋楽  | 鯱和三郎     | 1無勝負あり。不出場場所1場所を含む。 |
| 3    | 38     | 1800年（寛政12年）10月場所2日目 - 1804年（文化元年）10月場所4日目 | 柏戸宗五郎   | 4預あり。不出場場所3場所を含む。     |
| 4    | 36     | 1806年（文化3年）2月場所5日目 - 1808年（文化5年）10月場所3日目    | 鏡岩濱之助   | 3預2無勝負あり。                     |

#### 雷電に勝利した力士
雷電が現役時代に喫した黒星は僅かに10、他に上覧相撲での1敗がある。その詳細を以下に記す。
| 勝利力士       | 取組                             | 勝利力士の 当時の番付 | 勝利力士の 最高位 | 備考 |
| -------------- | -------------------------------- | --------------------- | ----------------- | --- |
| 陣幕嶋之助     | 1791年（寛政3年） 上覧相撲       | 関脇                  | 大関              | 結び前に行われた関脇同士の対戦で押し出しで勝利。記録の残る限りではここまで正攻法で雷電に勝利した力士はいない。 初土俵から僅か2場所目での上覧相撲であることから雷電に緊張があったとの意見もあるが、平幕や幕下力士相手への取り零しでは無く、三役同士での敗戦も陣幕と柏戸のみである。 |
| 梶ヶ濱力右エ門 | 1791年（寛政3年） 4月場所5日目   | 東前頭4枚目           | 前頭4枚目         | 雷電、自身初の本場所での黒星。 |
| 市野上浅右エ門 | 1793年（寛政5年） 3月場所8日目   | 東二段目筆頭          | 大関              | 四股名は1勝目が「常山五郎吉」、2勝目が「花頂山五郎吉」。幕下在位での初顔合わせで番狂わせを演じ、入幕後に2勝目を挙げた。 雷電はこの2敗を挟んで19連勝、43連勝、44連勝を記録しているため、この2敗が無ければ108連勝を達成している。 花頂山は雷電不在の場所で優勝相当成績を2回記録、大関へ昇進して「市野上」と名乗ったが病気によって現役死した。                                                                          |
| 市野上浅右エ門 | 1797年（寛政9年） 3月場所7日目   | 東前頭2枚目           | 大関              | 四股名は1勝目が「常山五郎吉」、2勝目が「花頂山五郎吉」。幕下在位での初顔合わせで番狂わせを演じ、入幕後に2勝目を挙げた。 雷電はこの2敗を挟んで19連勝、43連勝、44連勝を記録しているため、この2敗が無ければ108連勝を達成している。 花頂山は雷電不在の場所で優勝相当成績を2回記録、大関へ昇進して「市野上」と名乗ったが病気によって現役死した。                                                                          |
| 鯱和三郎       | 1800年（寛政12年） 10月場所初日  | 東二段目3枚目         | 前頭3枚目         | 雷電が喫した11敗（上覧相撲を含む）の中でも最大の番狂わせと言われており、取組前から力量の差が歴然だったことから席を立つ観客が多くいたという。 鯱はぶちかますと見せかけて後ろに回り込み、向正面へ送り出して勝利、雷電の連勝を44で止める。偶然この相撲を見物していた安井大江丸は「負けてこそ 人にこそあれ 相撲取」と詠んでいる。 鯱は幕内と二段目のエスカレーターで終わった力士であり、この一番は生涯の大殊勲となった。 |
| 柏戸宗五郎     | 1804年（文化元年） 10月場所5日目 | 東小結                | 大関              | 柏戸は後に大関へ昇進し、晩年の雷電と渡り合った。直接対決でも柏戸の勝利は一度のみだが、13回の対戦で雷電の5勝1敗1分3預3無と名勝負を繰り広げた。 雷電の現役最後の対戦相手ともなり、引き分けている。 |
| 春日山鹿右衛門 | 1805年（文化2年） 10月場所6日目  | 東前頭筆頭            | 小結              | 前名を大綱、その名で8連敗の後、春日山に改名して破る。 |
| 音羽山峰右エ門 | 1806年（文化3年） 2月場所4日目   | 東前頭4枚目           | 前頭3枚目         | |
| 鏡岩濱之助     | 1808年（文化5年） 10月場所4日目  | 東前頭3枚目           | 小結              | 雷電最後の皆勤場所で最後の白星を献上。 |
| 立神盤右エ門   | 1809年（文化6年） 10月場所3日目  | 東前頭7枚目           | 関脇              | |
| 江戸ヶ崎源弥   | 1810年（文化7年） 10月場所5日目  | 東前頭筆頭            | 関脇              | 通算14度目の対戦で初勝利を挙げる（通算は1勝11敗2預）。雷電から勝利するまでの対戦回数14は、勝利力士では最多である。雷電、現役最後の白星献上。 |

雷電に勝利した力士はそれだけでも大相撲史に名を残したと言えるが、陣幕・市野上・柏戸の名が高い。音羽山は勝利して歌に詠まれ、め組の喧嘩で佐渡ケ嶽と居残り､火消しと闘って勝利をあげた。

## 人物
- 幼少期から巨体・怪力にまつわる様々な伝説が残り、例えばある時碓氷峠を荷馬を引いて歩いていた時に正面から大名行列がやってきたが、道が狭いために避けたり戻ることが出来なかったため、やむを得ず荷馬を担ぎ上げて大名行列を通したという。また、庭先で母が風呂桶に入っていると急に雷雨があったが、風呂桶に母を入れたまま家の土間に担ぎ込んだという[25]。
- 体格については諸説あるが、江戸相撲で初土俵を踏んだ時の宣伝の錦絵に6尺5寸、45貫（197cm、169kg）と書かれており、これが定説となった[26]。また、遺された手形がすべて左手で、また足駄の左足の摩耗が著しいことから、左利きであったと思われる[27]。
- 酒豪として知られ、雷電が現役時代より記した日記『諸国相撲控帳』によると、享和2年（1802年）、長崎で清の学者の陳景山と飲み比べを行い、2斗（36リットル）の日本酒を飲んで飲み比べに勝ち、なおかつ酩酊せず鼻歌を歌いながら軽い足取りで宿に帰ったという[28]。
- 当時の力士としては高い教養の持ち主で、「諸国相撲控帳」（雷電日記）、「萬相撲控帳」を残した[注釈 9]。これは相撲に限らず、江戸の風俗を知る上で貴重な資料にもなっている。また災害についての記録もあり、象潟地震で東北地方の景勝地象潟が消滅してしまったが、現地を訪れた雷電が被害の詳細な記録を残している。

### 相撲のエピソード
- 勝率.962は歴代横綱幕内最高勝率の梅ヶ谷藤太郎（.951）をも凌ぐ。連勝記録は44連勝（史上8位）で、単独の連勝記録ではやや譲る代わりに30連勝以上を4回記録している。雷電以降でこれを達成したのは6場所制での大鵬・白鵬のみである。
- 1場所で2敗することが一度も無く、同じ相手に2度負けたのは上記の市野上浅右エ門だけだった。
- 真実性については疑問が強いが、雷電のあまりの強さに「鉄砲（突っ張り）」「張り手」「閂」「鯖折り」を禁じ手とされたという。これは有名な話で、雷電の閂によって八角政右エ門の腕がへし折られたと伝わる。これらは多くの相撲講談で語られ、相撲について記された多くの本にも記載されている。しかし、池田雅雄（1915年生）によると、彼が子供の頃、近所に嘉永（1848年〜1854年）生まれの老人がいて、その老人が 「実見している祖父から聞いているが、突っ張り専門の雷電に、そんなバカなことはない」 と否定していたという[29]。雷電の幕内総成績のうち引き分けが二回だけというのは江戸時代の力士としては非常に少ない数字であり、間接的ながら伝えられた実見談のとおり、突き押し主体の攻撃型の相撲であった可能性が高いと考えられる。
- 2006年5月場所における把瑠都凱斗の身長・体重がともに雷電と全く同じ数字だった。力士が大型化した21世紀においても把瑠都の体格の大きさは群を抜いているが、平均的な体格が現代に比して著しく小さな当時の日本における雷電の巨漢ぶりは相対的にそれ以上のものであっただろう。現存する雷電の手形は長さ23.3cm、幅13cmであり、これは把瑠都のものよりも大きい。

## 家族・子孫
関家は農家ながら、地元ではかなりの旧家であった。言い伝えによると、戦国時代は村上義清の侍大将であったという。村上氏没落後は再起をかけつつ帰農したという。
父 半右衛門
元文5年（1740年） - 寛政10年11月7日（1798年12月13日）
身体が小さかったが相撲は強く、村相撲では大関を張った。また酒も強く、雷電が大関時代に建てた墓石が長野県東御市に現存するが、酒樽と枡と盃をかたどったユニークなものとなっている。
母 けん
寛延2年（1749年） - 文政4年6月24日（1821年7月23日）

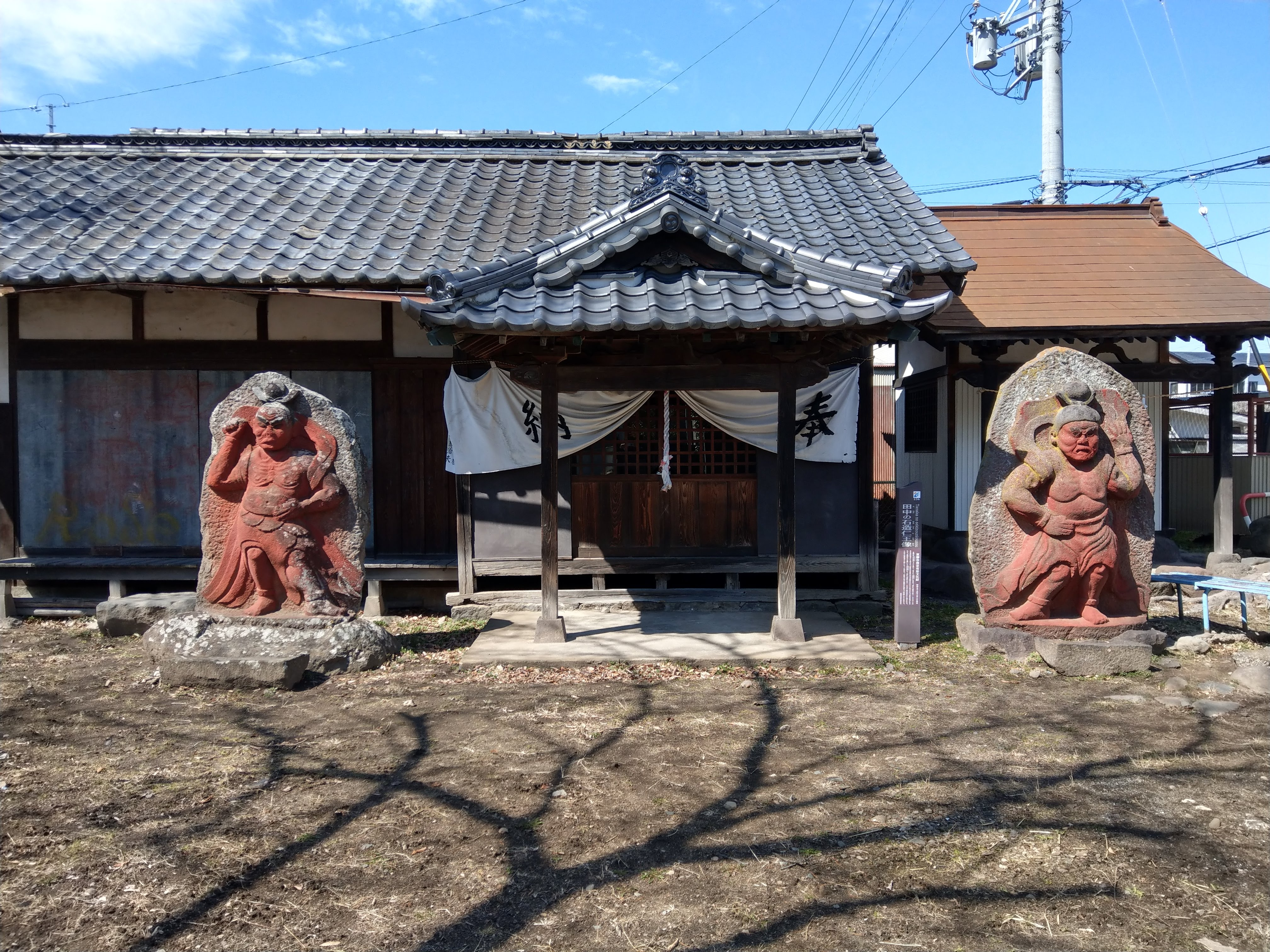
雷電の母が奉納したと伝えられる石造仁王像

結婚後しばらくは子宝に恵まれず、隣村の薬師に願をかけたところ翌年雷電が生まれた。のちに奉納した一対の阿吽像が現存している。
妹 とく
天明5年（1785年） -
雷電が江戸へ出てから生まれた。入婿をとり、間に子をなした。
妻 八重
明和4年（1767年） - 文政10年1月24日（1827年2月19日）
旧姓飯田。前名「はん」とも。臼井の甘酒屋「天狗さま」の娘で、巡業あるいは成田詣で立ち寄った雷電が一目ぼれしたという。公式には「日本橋の呉服屋の娘」とされているが、雷電は下級士族であるため、形式上ひいきの呉服屋の養女となったと思われる。
娘
寛政6年頃 - 寛政10年7月8日（1798年8月19日）
俗名は不明。法名は釈理暁童女。
現在、「雷電の子孫」を名乗る関家は長野県東御市と島根県松江市に各一軒ある。前者は雷電の妹・とくの流れを汲んで雷電顕彰会を主宰している。後者は雷電の没後、松江藩のとりはからいで、八重が雲州力士・朝風石之助を養子に迎えて松江藩士としての家系存続を許されたもの。両家は現在も交流を続けている。
関家系図
| 半右衛門           | 半右衛門           | 半右衛門           | 半右衛門           | 半右衛門           | 半右衛門           |  |  |  |  |  |  | けん             | けん             | けん             | けん             | けん             | けん             |  |  |  |  |  |  |         |         |         |         |         |         |  |  |      |      |      |      |      |      |      |      |         |         |         |         |         |         |                |                |                |                |                |                |  |  |  |  |  |  |  |  |  |  |  |  |  |  |
| 半右衛門           | 半右衛門           | 半右衛門           | 半右衛門           | 半右衛門           | 半右衛門           |  |  |  |  |  |  | けん             | けん             | けん             | けん             | けん             | けん             |  |  |  |  |  |  |         |         |         |         |         |         |  |  |      |      |      |      |      |      |      |      |         |         |         |         |         |         |                |                |                |                |                |                |  |  |  |  |  |  |  |  |  |  |  |  |  |  |
|                    |                    |                    |                    |                    |                    |  |  |  |  |  |  |                  |                  |                  |                  |                  |                  |  |  |  |  |  |  |         |         |         |         |         |         |  |  |      |      |      |      |      |      |      |      |         |         |         |         |         |         |                |                |                |                |                |                |  |  |  |  |  |  |  |  |  |  |  |  |  |  |
|                    |                    |                    |                    |                    |                    |  |  |  |  |  |  |                  |                  |                  |                  |                  |                  |  |  |  |  |  |  |         |         |         |         |         |         |  |  |      |      |      |      |      |      |      |      |         |         |         |         |         |         |                |                |                |                |                |                |  |  |  |  |  |  |  |  |  |  |  |  |  |  |
| 爲右エ門1 （雷電） | 爲右エ門1 （雷電） | 爲右エ門1 （雷電） | 爲右エ門1 （雷電） | 爲右エ門1 （雷電） | 爲右エ門1 （雷電） |  |  |  |  |  |  | 八重 （はん）    | 八重 （はん）    | 八重 （はん）    | 八重 （はん）    | 八重 （はん）    | 八重 （はん）    |  |  |  |  |  |  |         |         |         |         |         |         |  |  |      |      | とく | とく | とく | とく | とく | とく |         |         |         |         |         |         | （西沢） 末作2 | （西沢） 末作2 | （西沢） 末作2 | （西沢） 末作2 | （西沢） 末作2 | （西沢） 末作2 |  |  |  |  |  |  |  |  |  |  |  |  |  |  |
| 爲右エ門1 （雷電） | 爲右エ門1 （雷電） | 爲右エ門1 （雷電） | 爲右エ門1 （雷電） | 爲右エ門1 （雷電） | 爲右エ門1 （雷電） |  |  |  |  |  |  | 八重 （はん）    | 八重 （はん）    | 八重 （はん）    | 八重 （はん）    | 八重 （はん）    | 八重 （はん）    |  |  |  |  |  |  |         |         |         |         |         |         |  |  |      |      | とく | とく | とく | とく | とく | とく |         |         |         |         |         |         | （西沢） 末作2 | （西沢） 末作2 | （西沢） 末作2 | （西沢） 末作2 | （西沢） 末作2 | （西沢） 末作2 |  |  |  |  |  |  |  |  |  |  |  |  |  |  |
|                    |                    |                    |                    |                    |                    |  |  |  |  |  |  |                  |                  |                  |                  |                  |                  |  |  |  |  |  |  |         |         |         |         |         |         |  |  |      |      |      |      |      |      |      |      |         |         |         |         |         |         |                |                |                |                |                |                |  |  |  |  |  |  |  |  |  |  |  |  |  |  |
|                    |                    |                    |                    |                    |                    |  |  |  |  |  |  |                  |                  |                  |                  |                  |                  |  |  |  |  |  |  |         |         |         |         |         |         |  |  |      |      |      |      |      |      |      |      |         |         |         |         |         |         |                |                |                |                |                |                |  |  |  |  |  |  |  |  |  |  |  |  |  |  |
| 石之助2 （朝風）   | 石之助2 （朝風）   | 石之助2 （朝風）   | 石之助2 （朝風）   | 石之助2 （朝風）   | 石之助2 （朝風）   |  |  |  |  |  |  | みよ             | みよ             | みよ             | みよ             | みよ             | みよ             |  |  |  |  |  |  | 文八    | 文八    | 文八    | 文八    | 文八    | 文八    |  |  | 一女 | 一女 | 一女 | 一女 | 一女 | 一女 |      |      | 義行3   | 義行3   | 義行3   | 義行3   | 義行3   | 義行3   |                |                |                |                |                |                |  |  |  |  |  |  |  |  |  |  |  |  |  |  |
| 石之助2 （朝風）   | 石之助2 （朝風）   | 石之助2 （朝風）   | 石之助2 （朝風）   | 石之助2 （朝風）   | 石之助2 （朝風）   |  |  |  |  |  |  | みよ             | みよ             | みよ             | みよ             | みよ             | みよ             |  |  |  |  |  |  | 文八    | 文八    | 文八    | 文八    | 文八    | 文八    |  |  | 一女 | 一女 | 一女 | 一女 | 一女 | 一女 |      |      | 義行3   | 義行3   | 義行3   | 義行3   | 義行3   | 義行3   |                |                |                |                |                |                |  |  |  |  |  |  |  |  |  |  |  |  |  |  |
|                    |                    |                    |                    |                    |                    |  |  |  |  |  |  |                  |                  |                  |                  |                  |                  |  |  |  |  |  |  |         |         |         |         |         |         |  |  |      |      |      |      |      |      |      |      |         |         |         |         |         |         |                |                |                |                |                |                |  |  |  |  |  |  |  |  |  |  |  |  |  |  |
|                    |                    |                    |                    |                    |                    |  |  |  |  |  |  |                  |                  |                  |                  |                  |                  |  |  |  |  |  |  |         |         |         |         |         |         |  |  |      |      |      |      |      |      |      |      |         |         |         |         |         |         |                |                |                |                |                |                |  |  |  |  |  |  |  |  |  |  |  |  |  |  |
|                    |                    |                    |                    |                    |                    |  |  |  |  |  |  | （竹谷） 忠兵衛4 | （竹谷） 忠兵衛4 | （竹谷） 忠兵衛4 | （竹谷） 忠兵衛4 | （竹谷） 忠兵衛4 | （竹谷） 忠兵衛4 |  |  |  |  |  |  | 和一郎3 | 和一郎3 | 和一郎3 | 和一郎3 | 和一郎3 | 和一郎3 |  |  |      |      |      |      |      |      |      |      | 為五郎4 | 為五郎4 | 為五郎4 | 為五郎4 | 為五郎4 | 為五郎4 |                |                |                |                |                |                |  |  |  |  |  |  |  |  |  |  |  |  |  |  |
|                    |                    |                    |                    |                    |                    |  |  |  |  |  |  | （竹谷） 忠兵衛4 | （竹谷） 忠兵衛4 | （竹谷） 忠兵衛4 | （竹谷） 忠兵衛4 | （竹谷） 忠兵衛4 | （竹谷） 忠兵衛4 |  |  |  |  |  |  | 和一郎3 | 和一郎3 | 和一郎3 | 和一郎3 | 和一郎3 | 和一郎3 |  |  |      |      |      |      |      |      |      |      | 為五郎4 | 為五郎4 | 為五郎4 | 為五郎4 | 為五郎4 | 為五郎4 |                |                |                |                |                |                |  |  |  |  |  |  |  |  |  |  |  |  |  |  |
|                    |                    |                    |                    |                    |                    |  |  |  |  |  |  | 伝太郎5          | 伝太郎5          | 伝太郎5          | 伝太郎5          | 伝太郎5          | 伝太郎5          |  |  |  |  |  |  |         |         |         |         |         |         |  |  |      |      |      |      |      |      |      |      | 森太郎5 | 森太郎5 | 森太郎5 | 森太郎5 | 森太郎5 | 森太郎5 |                |                |                |                |                |                |  |  |  |  |  |  |  |  |  |  |  |  |  |  |
|                    |                    |                    |                    |                    |                    |  |  |  |  |  |  | 伝太郎5          | 伝太郎5          | 伝太郎5          | 伝太郎5          | 伝太郎5          | 伝太郎5          |  |  |  |  |  |  |         |         |         |         |         |         |  |  |      |      |      |      |      |      |      |      | 森太郎5 | 森太郎5 | 森太郎5 | 森太郎5 | 森太郎5 | 森太郎5 |                |                |                |                |                |                |  |  |  |  |  |  |  |  |  |  |  |  |  |  |
|                    |                    |                    |                    |                    |                    |  |  |  |  |  |  | 鋭之進6          | 鋭之進6          | 鋭之進6          | 鋭之進6          | 鋭之進6          | 鋭之進6          |  |  |  |  |  |  |         |         |         |         |         |         |  |  |      |      |      |      |      |      |      |      | 爲治郎6 | 爲治郎6 | 爲治郎6 | 爲治郎6 | 爲治郎6 | 爲治郎6 |                |                |                |                |                |                |  |  |  |  |  |  |  |  |  |  |  |  |  |  |
|                    |                    |                    |                    |                    |                    |  |  |  |  |  |  | 鋭之進6          | 鋭之進6          | 鋭之進6          | 鋭之進6          | 鋭之進6          | 鋭之進6          |  |  |  |  |  |  |         |         |         |         |         |         |  |  |      |      |      |      |      |      |      |      | 爲治郎6 | 爲治郎6 | 爲治郎6 | 爲治郎6 | 爲治郎6 | 爲治郎6 |                |                |                |                |                |                |  |  |  |  |  |  |  |  |  |  |  |  |  |  |
|                    |                    |                    |                    |                    |                    |  |  |  |  |  |  | 政明7            | 政明7            | 政明7            | 政明7            | 政明7            | 政明7            |  |  |  |  |  |  |         |         |         |         |         |         |  |  |      |      |      |      |      |      |      |      | 森雄7   | 森雄7   | 森雄7   | 森雄7   | 森雄7   | 森雄7   |                |                |                |                |                |                |  |  |  |  |  |  |  |  |  |  |  |  |  |  |

## 雷電が横綱になれなかった理由
雷電が横綱免許を受けなかったのは角界最大の謎とされている。理由としては次のような諸説があるが、どれも決め手を欠く。
推薦を辞退したとする説
雷電が推薦を辞退したとされる根拠、資料が存在しない。
共に免許を受けるべき実力的に釣り合う相手がいなかったためとする説
谷風、小野川より後の横綱は単独で免許を受けるケースが続き、同時授与は明治時代後期の常陸山谷右衛門、梅ヶ谷藤太郎 (2代)まで誕生しない。
上覧相撲の機会を得なかったためとする説
そもそも雷電は上覧相撲に出場しており、過去に上覧相撲を横綱免許授与の条件としたことは一度も無い。
雷電の抱え主・雲州松平家と吉田司家の主家・熊本細川家の対抗意識によるものとする説
実証的根拠が存在しない。
容姿に恵まれなかったためとする説
お抱え大名のメンツ保持を目的として美男の者が好まれ、雷電は容姿面で嫌われたと云われるが、錦絵などに遺る雷電の容姿は他の力士と特に大差がない。
現代のように、横綱審議委員会の横綱推薦内規（大関で2場所連続優勝）が定められているという視点からは、雷電ほどの実績を持つ者が横綱免許の推挙を受けていないのは不可解である。しかし新田一郎は、上記の諸説が「横綱という制度がありながら、それにふさわしい雷電がなぜ横綱を免許されなかったのか?」という前提に立っていること自体がそもそもの誤りであると指摘しており、「吉田司家から谷風と小野川が横綱免許を受けた段階では横綱は恒久的制度として成立しておらず、上覧相撲における演出の一つとして一回限りのものとして構想されたために、雷電が横綱を免許されていない」という説を立てている。
実際、吉田司家の横綱免許は谷風・小野川の授与の後、39年もの歳月を経て1828年（文政11年）の阿武松緑之助まで行われていない。この阿武松の免許の前段階として、1823年（文政6年）に相撲の家元を名乗る京都の五条家が谷風・小野川の横綱免許という先例に目をつけ、柏戸利助・玉垣額之助に独自で横綱免許を与えていた。これに負けじと、吉田司家は江戸幕府に対し自らの相撲指揮権について確認することを要求、1827年（文政10年）7月に江戸相撲方取締を拝命、1828年（文政11年）正月に江戸年寄一同が揃って吉田司家門弟となり、2月に吉田司家は阿武松に横綱を免許した。これを機に吉田司家は五条家を牽制し、結果として五条家も吉田司家の免許権を認めた。新田は、こうした経緯で横綱免許は制度化したのであって、横綱制度確立以前の雷電に横綱免許が無いのはむしろ当然であり、雷電は「横綱以前」の強豪力士として位置付けている。ただし、吉田司家は奉行所に書類を提出するにあたり、第2代横綱の綾川五郎次と第3代横綱の丸山権太左衛門に免許を与えた前例がある旨の記述を遺しており、一回限りの演出のためとするなら綾川・丸山の前例があるのでそもそも辻褄が合わない。
免許権を持っていた吉田司家、さらに1950年以降免許権を譲られた日本相撲協会ともに、今日に至るまで雷電を横綱として追認するなどの措置はないが、1900年（明治33年）に12代横綱・陣幕久五郎が富岡八幡宮境内に建立した横綱力士碑には「無類力士」として顕彰されており、横綱と同列に扱われる場合もある。

## 史跡・遺品

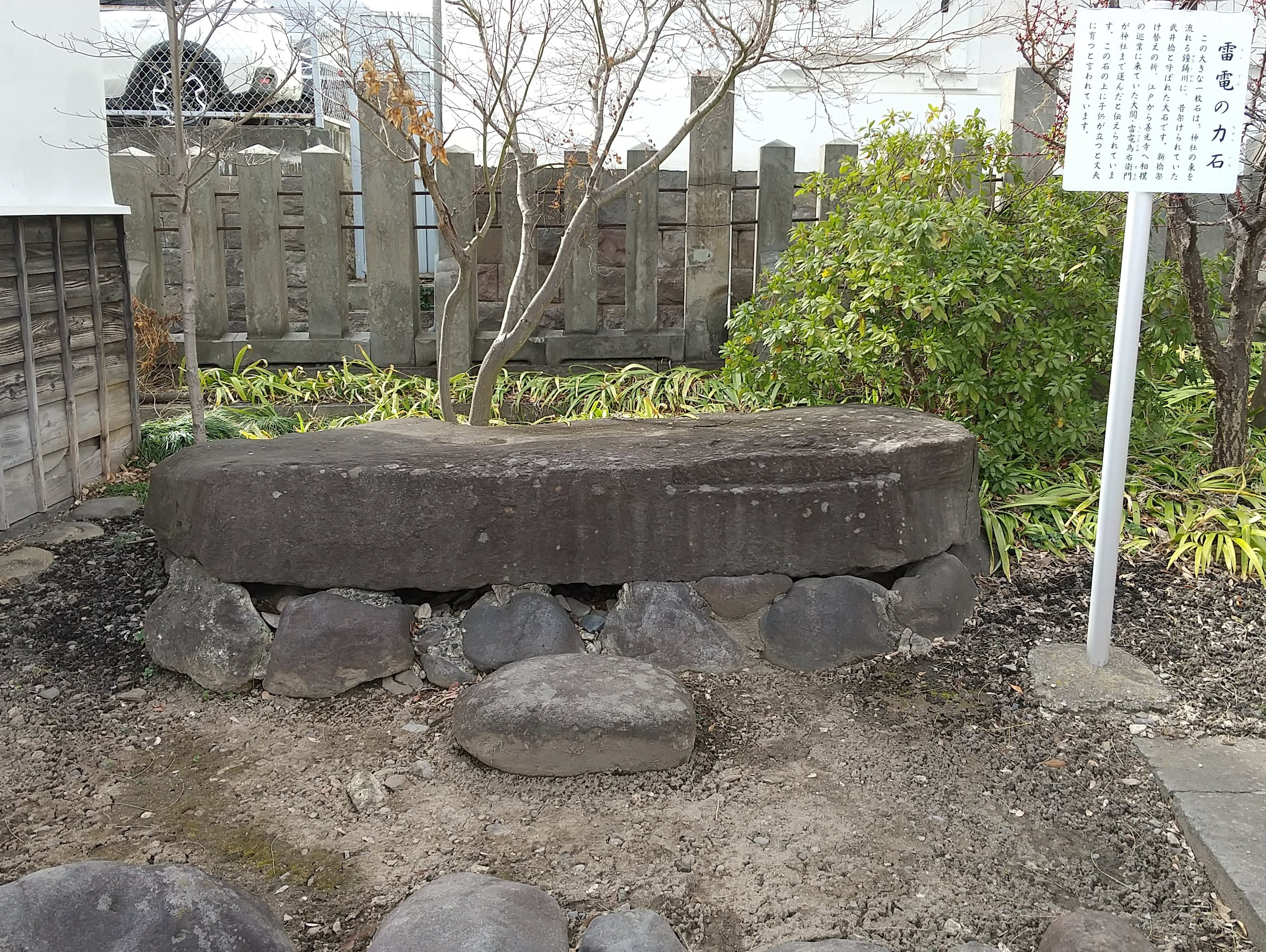
雷電の力石

「雷電像」（諏訪市）

雷電生家
- 長野県東御市

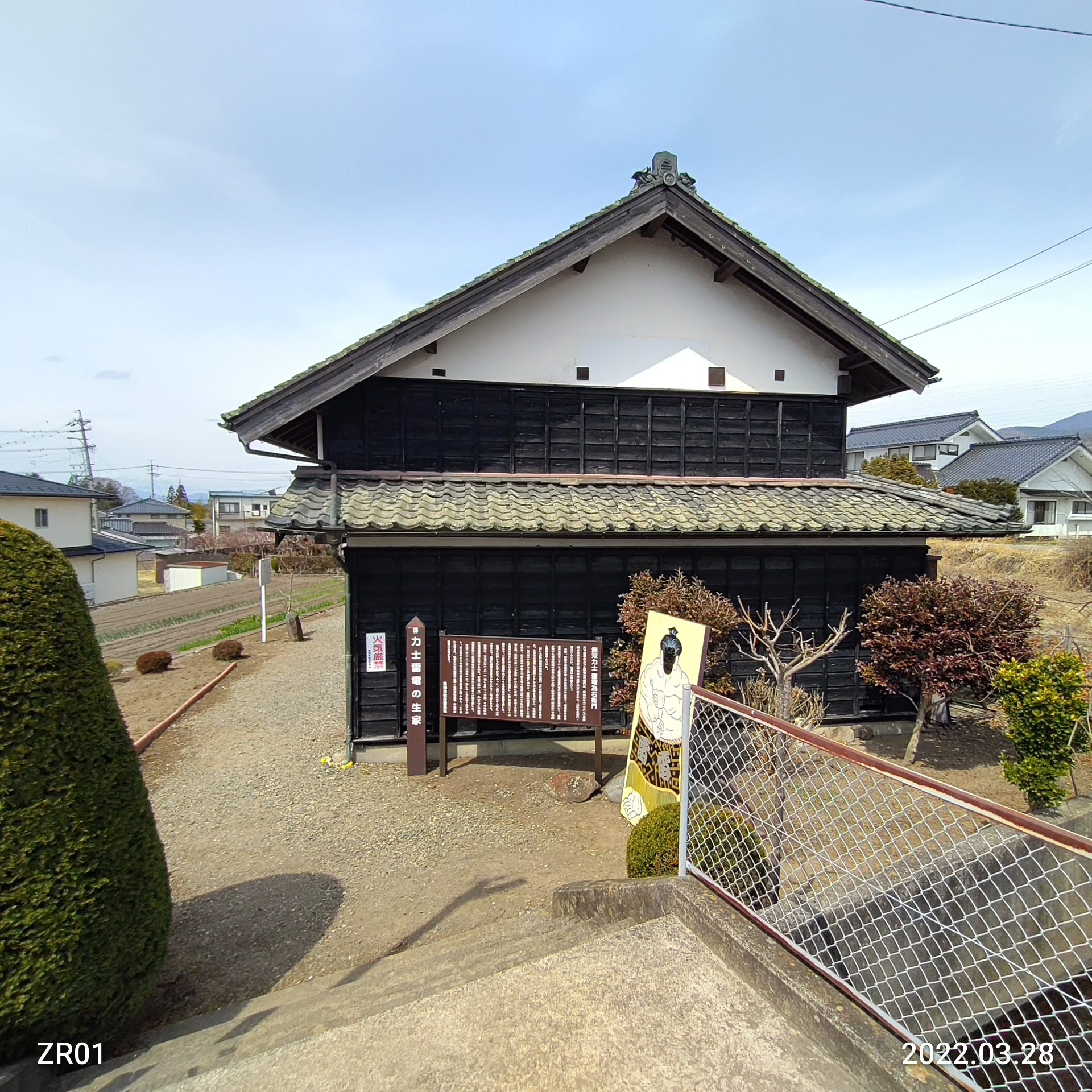
東御市大石にある力士雷電の生家

生家とは呼ばれるが、実際には雷電が大関時代に建てた家で、屋内に稽古土俵、さらに稽古の様子を見学できるように二階座敷などがある。地元につたわる話では、恩人である上原源五右衛門に遠慮して、彼の邸宅よりひとまわり小ぶりに建てたという。その後関家の納屋として使われていたが、昭和に入ってから復元され、1984年から一般公開が開始された。ここには雷電直筆とされる「諸国相撲控帳（雷電日記）」「萬御用覚帳」の原本の写しなども保存されている。
雷電顕彰碑
- 長野県東御市

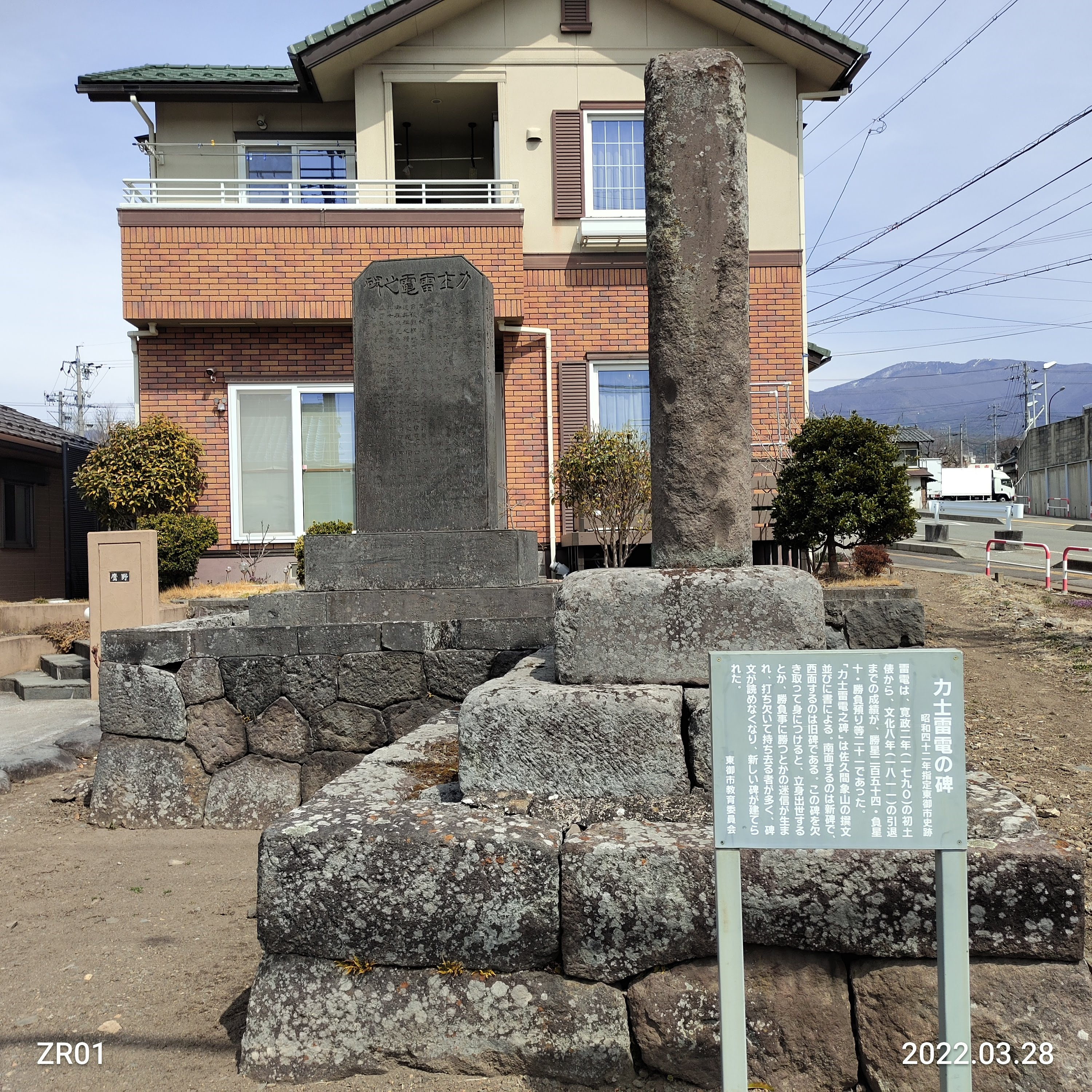
雷電生家近くにある佐久間象山の撰文、書による碑

佐久間象山の撰文、揮毫によって1861年に建立された。碑文に「雷電去世二十七年（雷電が世を去って二十七年）」とあるのは「三十七年」が正しいが、当時幕府に蟄居謹慎の処分を受けていた象山が、それ以前の仕事と見せるためにあえて誤って書いたものである。雷電のあまりの怪力ぶりに、突っ張り・張り手・閂を禁じ手とされた逸話もここで述べられている。その石片は勝負事に利益があるとしてたびたび削り取られ、明治期には碑文が判読不可能にまでなっていたため、勝海舟・山岡鉄舟の発起で新碑が建立された。昭和のはじめ、土地の所有者が変わった関係で旧碑が移動され、現在は新旧の両碑がT字型に並び立っている。昭和42年小県郡東部町（当時）の史跡に指定。
長野県出身力士御嶽海の大関昇進を契機として、旧碑を近くの雷電生家への移設が令和4年3月23日に開催された令和3年度第２回 東御市文化財保護審議会に諮問されたが、審議会の意見は反対で移設は中止された。

- 千葉県佐倉市臼井台

妙覚寺の前に存在し、勝川春亭の雷電の立ち姿を等身大（197cm）に描き、佐久間象山の筆による「天下第一流力士雷電之碑」の文字が刻まれている。雷電命日の毎年2月11日には雷電祭として雷電太鼓の奉納などが行われる。
雷電資料館
- 長野県東御市滋野乙　道の駅雷電くるみの里の雷電像の奥、食堂横に併設されている。化粧まわしのレプリカや、番付表などが展示されている。[41]

雷電袂鐘
- 長野県小諸市

養蓮寺に所蔵されている。雷電が自ら寄贈したもので、「江戸から袂（たもと）に隠して持ってきた」と語った逸話から「袂鐘」の名がある。報土寺の釣鐘を巡る騒動とも関わりを持つが、損傷が酷いために現在は一般公開を行っていない。令和元年度に小諸市教育委員会により小諸ふるさと遺産に認定された。
雷電の力石
- 長野県長野市

武井神社の一角にある。鐘鋳川に架けられていた橋板を架け替えの祭、善光寺に巡業に来ていた雷電が神社まで運んだとされる物が力石として残っている。この石の上に立った子供は丈夫に育つという。
雷電為右衛門の像
- 長野県東御市

道の駅雷電くるみの里敷地内及び東御市役所前市民交流広場（最初は東部中央公園(のち東御中央公園)にあり、平成26年3月に移設された）。ともに竹内不忘作。
- 長野県諏訪市

諏訪大社上社本宮境内に雷電爲右エ門像奉納。矢崎虎夫による文部大臣賞受賞（昭和41年）の作。モデルは柏戸、佐田の山、富士錦。
- 「雷電像」（諏訪市）

### 雷電の墓
- 赤坂報土寺

生前から雷電と親交があった縁で葬儀を引き受けたという。
- 臼井台

雷電は晩年を妻・八重の郷里である佐倉市臼井で過ごした。八重の菩提寺だった浄行寺跡の杉山家墓地には雷電自身と妻子の名を刻んだ墓がある。娘がともに供養されているのはここだけとなる。
- 大石村

関家の墓地。酒好きだった父半右衛門のために雷電が建てた盃・酒樽・膳箱をかたどった石塔と並んで建てられている。
- 松江

松江藩士として継承された関氏の墓所。遺髪が葬られたというが、後に掘り返された時には発見されず。
石尊之碑
- 上原家跡地に建立。双葉山定次の揮毫と雷電の手形があしらわれている。後に長野新幹線の開通によって移動させられる[47]。

報土寺の鐘・鐘楼
- 東京都港区赤坂

文化年間に江戸の大火で一度消失したために雷電の支援を得て復元されたが、「天下無双雷電」と刻まれていたことと、前例のない異形（鐘を吊るす龍頭には二人の力士が四ツに取り組み、雷電の臍に向かって撞木を付くなど）のため、幕府から不届きであるとして取り壊された。二代目の鐘は明治末期に作られ、雷電寄進当時の鐘銘が写されたといわれる。太平洋戦争で軍部に供出されて行方不明となっていたが、平成になって戻ったものである。それぞれの一番鐘をついたのは、文化の復元時には雷電、明治に再現された時は大砲万右エ門、平成に帰還した時には千代の富士貢だった。なお、鐘樓の台座だけは雷電寄進当時のもので、鐘樓は平成になって再建されたものである。

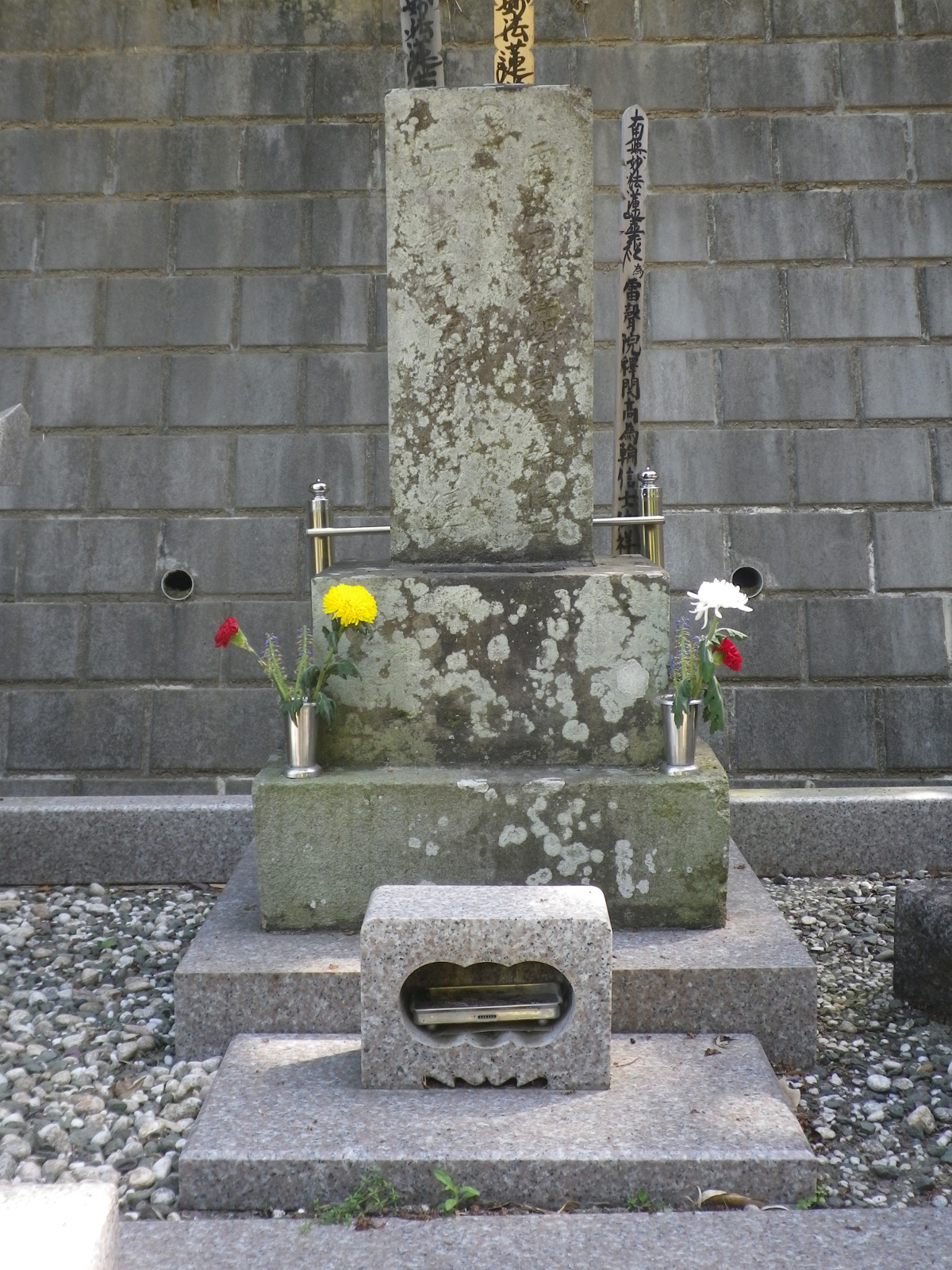
雷電爲右エ門の墓(千葉県佐倉市)
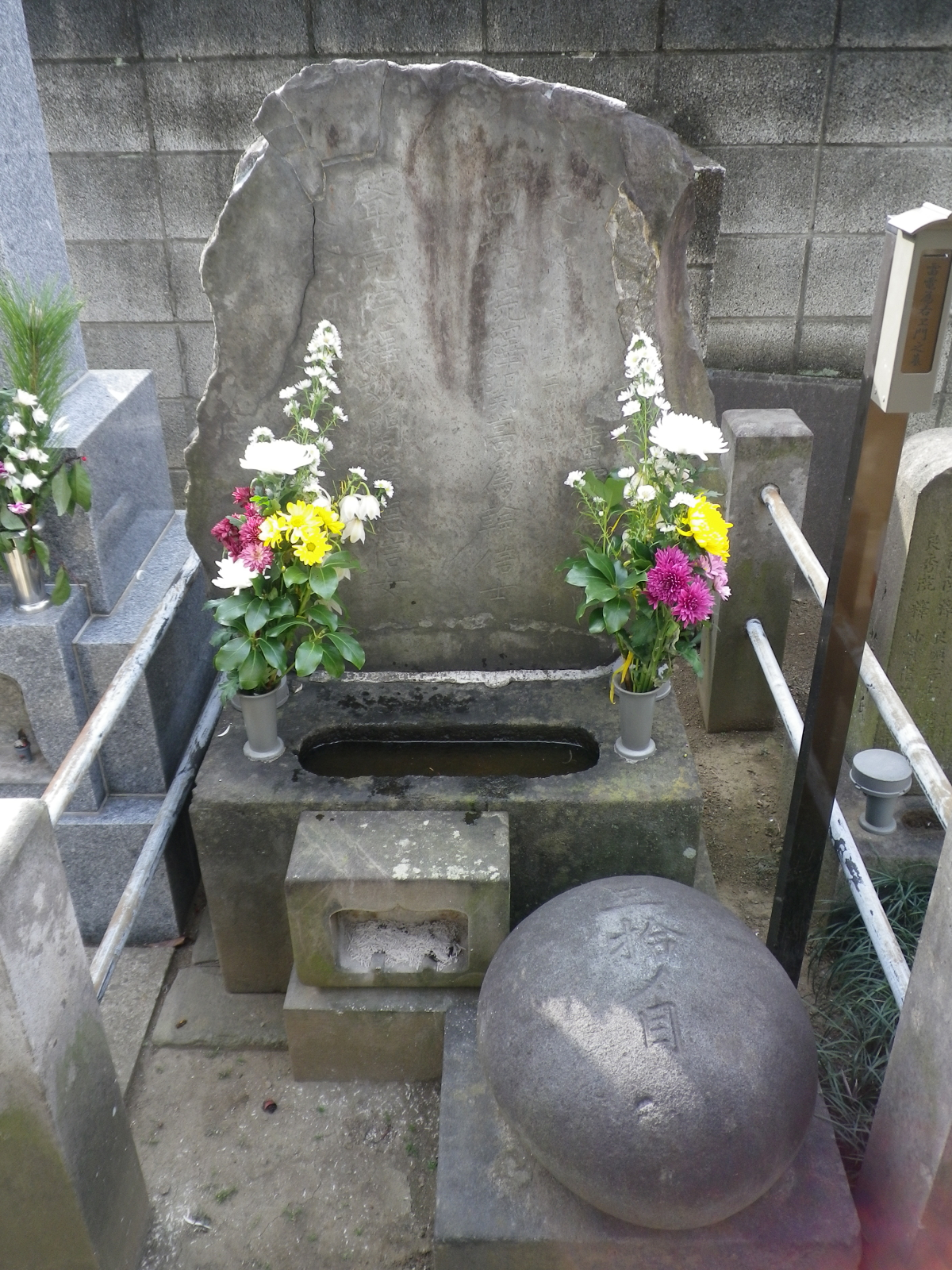
雷電爲右エ門の墓(東京都港区)
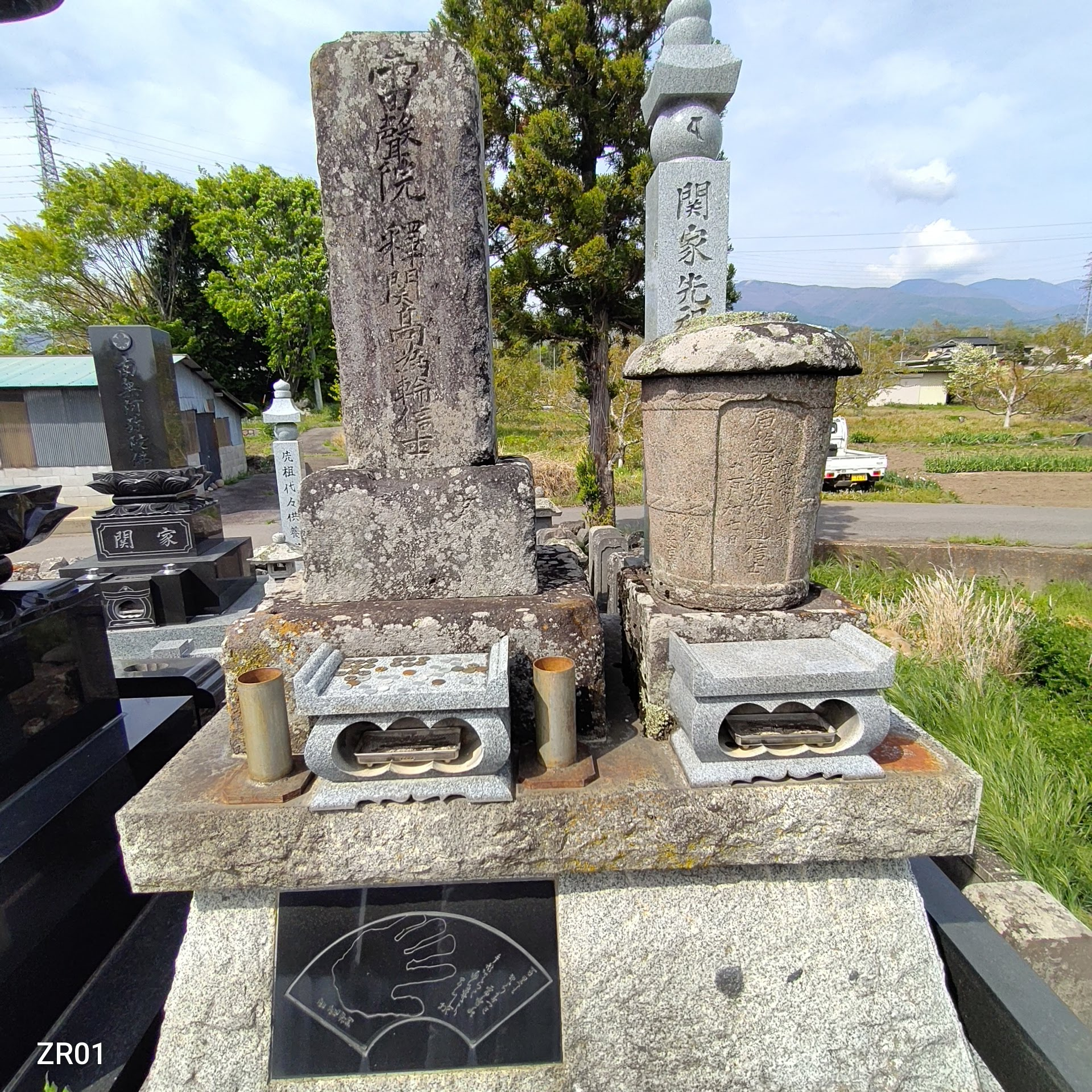
雷電為右衛門の墓（長野県東御市）

手形
- 蜀山人が「百里をもおどろかすべき雷電の手形をもって通る関と里（関取）」と添えたものが有名で、生家のほかに十数枚が現存し、江戸払いを受ける直前となる「文化十一年四月四日」の日付のついたものを、相撲博物館が所蔵している。

雷電の燈籠と水引
- 長野県佐久市

雷電が望月の駒形神社で相撲をとり、灯籠を献納した。その時に使用したの雷電名入りの水引類も保存されている。
明香寺
- 静岡県袋井市

1745年（寛政5年）、雷電が巡業の折に立ち寄り、子宝を願って願をかけた。程なく娘が生まれたため、三清山を買ってこれを寺に寄進した。後に寺が洪水に見舞われた折、この山に移転する。現在も子宝の御利益があるとされるとともに、歴代の横綱の木像十数体が安置されている。

## 表現された作品
- 「鍬潟」 - 落語。大坂相撲の小兵力士鍬潟があの手この手の奇策を弄して雷電を破る話。
- 尾崎士郎「雷電」「続雷電」 - 読売新聞社

新東宝で映画化され、宇津井健が雷電を演じた（中川信夫監督「雷電」「続 雷電」1959年）。この小説を記念して、1950年代から60年代初頭に読売新聞社は「雷電賞」を制定し、関脇以下の最多勝ち星をあげた力士を毎場所表彰した。1955年3月場所 - 1965年11月場所まで実施された。
- 飯嶋和一「雷電本紀」 - 河出書房新社
- 安部龍太郎「雷電曼陀羅」（短編集「忠直卿御座船」[50]に収録） - 講談社
- 川原正敏「陸奥圓明流外伝 修羅の刻十五巻・陸奥左近の章 雷電爲右ヱ門編」 - 講談社
- 塚脇永久「らいでん」 - 秋田書店
- アジチカ・梅村真也・フクイタクミ「終末のワルキューレ」 - コアミックス

神VS人類最終闘争（ラグナロク）の人類代表の一人に選出される。
- 牧野省三監督「雷電」 - 1928年公開の喜劇映画。雷電役は根岸東一郎。
- 高久達英（池月映）『関取音羽山物語ー史上最強の雷電を破った男』歴史春秋社　2001